# Ministerio de Comunicaciones (Colombia)
El Ministerio de Comunicaciones fue un antiguo ministerio colombiano, creado en 1953 en reemplazo del Ministerio de Correos y Telégrafos, y desaparecido en 2009, siendo reemplazado por el Ministerio de Tecnologías de la Información y Comunicaciones. 

## Historia
El Ministerio fue creado durante el Gobierno de Roberto Urdaneta Arbeláez, mediante el decreto 259 del 6 de febrero de 1953, que reestructuró y renombró al entonces Ministerio de Correos y Telégrafos. El nuevo ministerio quedó conformado por los Departamentos de Correos, Telecomunicaciones y Giros, siendo su primer ministro Carlos Albornoz Rosas, que venía como Ministro de Correos y Telégrafos.
Fue reestructurado en 1976, mediante el Decreto 129 del 26 de enero de ese año, flexibilizando la normativa y comformando el respectivo sector en la rama ejecutiva del poder público.
El ministerio llegó a su fin con el artículo 16 de la ley 1341 del 30 de julio de 2009, sancionada por el presidente Álvaro Uribe Vélez, quien lo renombró Ministerio de Tecnologías de la Información y Comunicaciones. Esto con el fin de hacer frente a los cambios venideros en el sector de telecomunicaciones.

## Listado de Ministros
La siguiente es la lista de ministros que ocuparon la titularidad de la cartera:
| N.°  | Ministros                     | Inicio                   | Final                    | Presidente                  | Ref.        |
| ---- | ----------------------------- | ------------------------ | ------------------------ | --------------------------- | ----------- |
| 48.° | María del Rosario Guerra      | 19 de julio de 2006      | 30 de julio de 2009      | Álvaro Uribe Vélez          | [ 3 ] [ 4 ] |
| 47.° | Martha Elena Pinto de De Hart | 7 de agosto de 2002      | 19 de julio de 2006      | Álvaro Uribe Vélez          | [ 3 ] [ 4 ] |
| 46.° | Ángela Montoya Holguín        | 21 de junio de 2001      | 7 de agosto de 2002      | Andrés Pastrana Arango      | [ 3 ] [ 4 ] |
| 45.° | María del Rosario Sintes      | 23 de abril de 2000      | 21 de junio de 2001      | Andrés Pastrana Arango      | [ 3 ] [ 4 ] |
| 44.° | Claudia de Francisco          | 7 de agosto de 1998      | 23 de abril de 2000      | Andrés Pastrana Arango      | [ 3 ] [ 4 ] |
| 43.° | José Fernando Bautista        | 7 de agosto de 1997      | 7 de agosto de 1998      | Ernesto Samper Pizano       | [ 4 ]       |
| 42.° | Saulo Arboleda Gómez          | 1996                     | 7 de agosto de 1997      | Ernesto Samper Pizano       | [ 4 ]       |
| 41.° | Juan Manuel Turbay Marulanda  | 1995                     | 1996                     | Ernesto Samper Pizano       | [ 4 ]       |
| 40.° | Armando Benedetti Jimeno      | 7 de agosto de 1994      | 1995                     | Ernesto Samper Pizano       | [ 3 ] [ 4 ] |
| 39.° | William Jaramillo Gómez       | 5 de julio de 1992       | 7 de agosto de 1994      | César Gaviria Trujillo      | [ 3 ] [ 4 ] |
| 38.° | Guido Nule Amín               | 8 de mayo de 1992        | 5 de julio de 1992       | César Gaviria Trujillo      | [ 4 ]       |
| -    | Felipe Tovar de Andreis (e)   | 6 de mayo de 1992        | 8 de mayo de 1992        | César Gaviria Trujillo      | [ 5 ]       |
| 37.° | Mauricio Vargas Linares       | 12 de noviembre de 1991  | 6 de mayo de 1992        | César Gaviria Trujillo      | [ 4 ]       |
| 36.° | Alberto Casas Santamaría      | 7 de agosto de 1990      | 12 de noviembre de 1991  | César Gaviria Trujillo      | [ 4 ]       |
| 35.° | Enrique Daníes Rincones       | 1989                     | 7 de agosto de 1990      | Virgilio Barco Vargas       | [ 3 ] [ 4 ] |
| 34.° | Carlos Lemos Simmonds         | 1989                     | 1989                     | Virgilio Barco Vargas       | [ 3 ] [ 4 ] |
| 33.° | Pedro Martín Leyes            | 9 de julio de 1988       | 1989                     | Virgilio Barco Vargas       | [ 3 ] [ 4 ] |
| 32.° | Fernando Cepeda Ulloa         | 17 de mayo de 1987       | 9 de julio de 1988       | Virgilio Barco Vargas       | [ 3 ] [ 4 ] |
| 31.° | Edmundo López Gómez           | 1987                     | 17 de mayo de 1987       | Virgilio Barco Vargas       | [ 3 ] [ 4 ] |
| 30.° | William Fadul Vergara         | 7 de agosto de 1986      | 1987                     | Virgilio Barco Vargas       | [ 3 ] [ 4 ] |
| 29.° | Noemí Sanín Posada            | 1983                     | 7 de agosto de 1986      | Belisario Betancur          | [ 4 ]       |
| 28.° | Bernardo Ramírez Rodríguez    | 7 de agosto de 1982      | 1983                     | Belisario Betancur          | [ 4 ]       |
| 27.° | Antonio Abello Roca           | 12 de marzo de 1981      | 7 de agosto de 1982      | Julio César Turbay Ayala    | [ 6 ]       |
| 26.° | Gabriel Melo Guevara          | 14 de mayo de 1980       | 12 de marzo de 1981      | Julio César Turbay Ayala    | [ 6 ]       |
| 25.° | José Manuel Arias Carrizosa   | 7 de agosto de 1978      | 14 de mayo de 1980       | Julio César Turbay Ayala    | [ 6 ]       |
| 24.° | Sara Ordóñez Noriega          | 19 de octubre de 1976    | 7 de agosto de 1978      | Alfonso López Michelsen     | [ 7 ]       |
| 23.° | Fernando Gaviria Cadavid      | 18 de noviembre de 1975  | 19 de octubre de 1976    | Alfonso López Michelsen     | [ 7 ]       |
| 22.° | Jaime García Parra            | 7 de agosto de 1974      | 18 de noviembre de 1975  | Alfonso López Michelsen     | [ 7 ]       |
| 21.° | Carlos Holguín Sardi          | 13 de abril de 1973      | 7 de agosto de 1974      | Misael Pastrana Borrero     | [ 8 ]       |
| 20.° | Juan B. Fernández Renowitzky  | 9 de junio de 1971       | 13 de abril de 1973      | Misael Pastrana Borrero     | [ 8 ]       |
| 19.° | Humberto González Narváez     | 7 de agosto de 1970      | 9 de junio de 1971       | Misael Pastrana Borrero     | [ 8 ]       |
| 18.° | Antonio Díaz García           | 28 de agosto de 1969     | 7 de agosto de 1970      | Carlos Lleras Restrepo      | [ 9 ]       |
| 17.° | Manuel Carvajal Sinisterra    | 11 de marzo de 1969      | 28 de agosto de 1969     | Carlos Lleras Restrepo      | [ 9 ]       |
| 16.° | Douglas Botero Boshell        | 7 de agosto de 1966      | 11 de marzo de 1969      | Carlos Lleras Restrepo      | [ 9 ]       |
| 15.° | Alfredo Riascos Labarcés      | 1 de octubre de 1965     | 7 de agosto de 1966      | Guillermo León Valencia     | [ 10 ]      |
| 14.° | Luis Granada Mejía            | 1 de septiembre de 1965  | 1 de octubre de 1965     | Guillermo León Valencia     | [ 10 ]      |
| 13.° | Cornelio Reyes Reyes          | 6 de agosto de 1964      | 1 de septiembre de 1965  | Guillermo León Valencia     | [ 10 ]      |
| 12.° | Miguel Escobar Méndez         | 23 de abril de 1963      | 6 de agosto de 1964      | Guillermo León Valencia     | [ 10 ]      |
| 11.° | Alfredo Araújo Grau           | 7 de agosto de 1962      | 23 de abril de 1963      | Guillermo León Valencia     | [ 10 ]      |
| 10.° | Esmeralda Arboleda Cadavid    | 1° de septiembre de 1961 | 7 de agosto de 1962      | Alberto Lleras Camargo      | [ 11 ]      |
| 9.°  | Carlos Martín Leyes           | 9 de noviembre de 1960   | 1° de septiembre de 1961 | Alberto Lleras Camargo      | [ 11 ]      |
| 8.°  | Francisco Lemos Arboleda      | 29 de septiembre de 1959 | 9 de noviembre de 1960   | Alberto Lleras Camargo      | [ 11 ]      |
| 7.°  | Alonso Aragón Quintero        | 23 de marzo de 1959      | 29 de septiembre de 1959 | Alberto Lleras Camargo      | [ 11 ]      |
| 6.°  | Hernán Echavarría Olózaga     | 7 de agosto de 1958      | 23 de marzo de 1959      | Alberto Lleras Camargo      | [ 11 ]      |
| 5.°  | Alfonso Ahumada Ruiz          | 8 de mayo de 1958        | 7 de agosto de 1958      | Junta Militar de Colombia   | [ 12 ]      |
| 4.°  | Pedro A. Muñoz Palacino       | 11 de mayo de 1957       | 8 de mayo de 1958        | Junta Militar de Colombia   | [ 12 ]      |
| 4.°  | Pedro A. Muñoz Palacino       | 11 de diciembre de 1956  | 10 de mayo de 1957       | Gral. Gustavo Rojas Pinilla | [ 13 ]      |
| 3.°  | Gustavo Berrío Muñoz          | 7 de agosto de 1954      | 11 de diciembre de 1956  | Gral. Gustavo Rojas Pinilla | [ 13 ]      |
| 2.°  | José Manuel Agudelo           | 13 de junio de 1953      | 7 de agosto de 1954      | Gral. Gustavo Rojas Pinilla | [ 13 ]      |
| 1.°  | Carlos Albornoz Rosas         | 25 de mayo de 1953       | 13 de junio de 1953      | Roberto Urdaneta Arbeláez   | [ 14 ]      |

### Ministros encargados
| Nombre                            | Fecha de designación     | Cargo                             | Presidente               | Ref.   |
| --------------------------------- | ------------------------ | --------------------------------- | ------------------------ | ------ |
| Camilo Llinás Angulo              | 23 de abril de 1982      | Viceministro                      | Julio César Turbay Ayala | [ 6 ]  |
| Camilo Llinás Angulo              | 22 de octubre de 1981    | Viceministro                      | Julio César Turbay Ayala | [ 6 ]  |
| Camilo Llinás Angulo              | 20 de agosto de 1981     | Viceministro                      | Julio César Turbay Ayala | [ 6 ]  |
| Camilo Llinás Angulo              | 5 de agosto de 1981      | Viceministro                      | Julio César Turbay Ayala | [ 6 ]  |
| Elizabeth de la Rosa              | 12 de septiembre de 1979 | Viceministra                      | Julio César Turbay Ayala | [ 6 ]  |
| Elizabeth de la Rosa              | 19 de junio de 1979      | Viceministra                      | Julio César Turbay Ayala | [ 6 ]  |
| Elizabeth de la Rosa              | 29 de septiembre de 1978 | Viceministra                      | Julio César Turbay Ayala | [ 6 ]  |
| Jorge Iván Villegas Montoya       | 8 de noviembre de 1977   | Viceministro                      | Alfonso López Michelsen  | [ 7 ]  |
| Jorge Iván Villegas Montoya       | 13 de enero de 1977      | Viceministro                      | Alfonso López Michelsen  | [ 7 ]  |
| Juan Carlos Esguerra Portocarrero | 29 de octubre de 1975    | Subsecretario General             | Alfonso López Michelsen  | [ 7 ]  |
| Sara Ordóñez Noriega              | 18 de noviembre de 1975  | Viceministra                      | Alfonso López Michelsen  | [ 7 ]  |
| Sara Ordóñez Noriega              | 6 de mayo de 1975        | Viceministra                      | Alfonso López Michelsen  | [ 7 ]  |
| Sara Ordóñez Noriega              | 28 de enero de 1975      | Viceministra                      | Alfonso López Michelsen  | [ 7 ]  |
| Alfredo Rey Córdoba               | 20 de mayo de 1974       | Secretario General del Ministerio | Misael Pastrana Borrero  | [ 8 ]  |
| Jaime Tovar Herrera               | 16 de abril de 1973      | Viceministro                      | Misael Pastrana Borrero  | [ 8 ]  |
| Jaime Tovar Herrera               | 7 de septiembre de 1971  | Viceministro                      | Misael Pastrana Borrero  | [ 8 ]  |
| Humberto Chaves Navia             | 25 de junio de 1971      | Viceministro                      | Misael Pastrana Borrero  | [ 8 ]  |
| Humberto Chaves Navia             | 28 de mayo de 1971       | Viceministro                      | Misael Pastrana Borrero  | [ 8 ]  |
| Douglas Botero Boshell            | 26 de febrero de 1969    | Ministro de Gobierno              | Carlos Lleras Restrepo   | [ 9 ]  |
| Misael Pastrana Borrero           | 10 de noviembre de 1967  | Ministro de Gobierno              | Carlos Lleras Restrepo   | [ 9 ]  |
| Nelly Turbay Rangel               | 24 de abril de 1969      | Secretaria General del Ministerio | Carlos Lleras Restrepo   | [ 9 ]  |
| Nelly Turbay Rangel               | 8 de agosto de 1968      | Secretaria General del Ministerio | Carlos Lleras Restrepo   | [ 9 ]  |
| Nelly Turbay Rangel               | 5 de abril de 1968       | Secretaria General del Ministerio | Carlos Lleras Restrepo   | [ 9 ]  |
| Nelly Turbay Rangel               | 10 de diciembre de 1967  | Secretaria General del Ministerio | Carlos Lleras Restrepo   | [ 9 ]  |
| Nelly Turbay Rangel               | 1 de abril de 1967       | Secretaria General del Ministerio | Carlos Lleras Restrepo   | [ 9 ]  |
| Nelly Turbay Rangel               | 21 de diciembre de 1966  | Secretaria General del Ministerio | Carlos Lleras Restrepo   | [ 9 ]  |
| Tomás Castrillón Muñoz            | 16 de septiembre de 1965 | Ministro de Obras Públicas        | Guillermo León Valencia  | [ 10 ] |
| Nelly Turbay Rangel               | 21 de abril de 1966      |                                   | Guillermo León Valencia  | [ 10 ] |
| Nelly Turbay Rangel               | 12 de abril de 1965      |                                   | Guillermo León Valencia  | [ 10 ] |
| Rodolfo Afanador Tovar            | 25 de mayo de 1964       | Secretario General del Ministerio | Guillermo León Valencia  | [ 10 ] |
| Mariano Ospina Navia              | 10 de agosto de 1956     | Ministro de Fomento               | Gustavo Rojas Pinilla    | [ 13 ] |
| Gustavo Berrío Muñoz              | 14 de julio de 1954      | Ministro de Guerra                | Gustavo Rojas Pinilla    | [ 13 ] |